# ولادیمر چونتوریا
ولادیمر چونتوریا (انگلیسی: Vladimer Chanturia؛ زادهٔ ۱ ژوئیهٔ ۱۹۷۸) بوکسور سابق اهل گرجستان است.
از افتخارات وی میتوان به کسب مدال برنز در بازی‌های المپیک تابستانی ۲۰۰۰ اشاره کرد.